# NGC 1694
NGC 1694 est une galaxie lenticulaire barrée située dans la constellation de l'Éridan. NGC 1694 a été découverte par l'astronome français Édouard Stephan en 1880.

## Caractéristiques
Sa vitesse par rapport au fond diffus cosmologique est de 3 891 ± 45 km/s, ce qui correspond à une distance de Hubble de 57,4 ± 13,2 Mpc (∼187 millions d'al).
En raison d'une  brillance de surface égale à 14,11 mag/am2, on peut qualifier NGC 1694 de galaxie à faible brillance de surface (LSB en anglais pour low surface brightness). Les galaxies LSB sont des galaxies diffuses (D) avec une brillance de surface inférieure de moins d'une magnitude à celle du ciel nocturne ambiant.

## Classification
Un anneau entourant le noyau de la galaxie (r:) est nettement visible sur l'image de l'étude SDSS, mais celui autour de la galaxie (R') l'est moins. La barre qui traverse le centre de NGC 1694 est aussi nettement visible. La classification de la base de données NASA/IPAC décrit assez bien cette galaxie. Par contre, aucun bras spiral n'est visible sur l'image de NGC 1694 et la classification de spirale par le professeur Seligman et Wolfgang Steinicke semble incorrecte.